# Morte (Marvel Comics)
A Morte no Universo Marvel recebeu diferentes interpretações e personificações. Destas, a mais duradoura foi a de uma bela mulher, amante do semideus Thanos, quando então era chamada de Senhora Morte. Para conquistar o seu amor, o vilão cósmico empreendeu uma série de planos e ataques com o intuito de causar o maior número de mortes possíveis no universo (genocídio estelar), mas foi impedido em seus objetivos graças à ação dos Vingadores, ajudados pelo Capitão Marvel e depois por Adam Warlock. Tem um caso de amor pelo Deadpool, mas o mesmo foi amaldiçoado com  a imortalidade pelo Thanos e não pode vê-la.
Os poderes da Senhora Morte compreendem-se como virtual onipotência e onisciência. Dependendo do estado em que o universo se encontra ela pode “desejar” o início de um holocausto universal, para equilibrar tudo, como fez em Desafio Infinito. Além de ter sua alma exposta e pode perder para entidades maiores.